# Asklepios Klinik Weißenfels

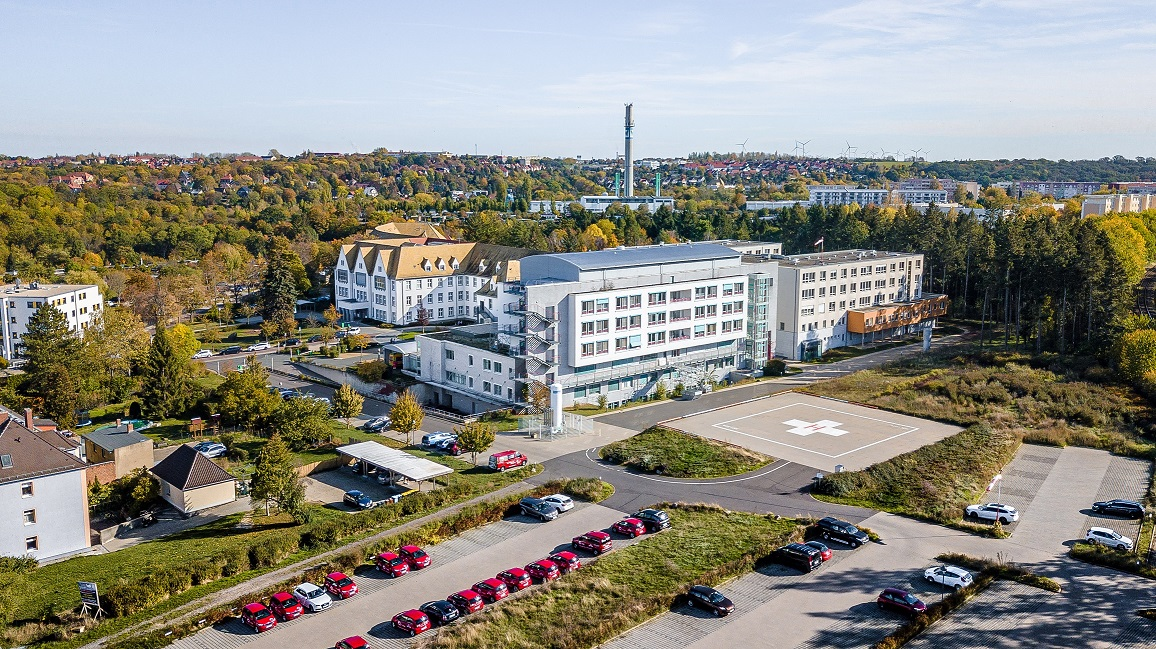
Luftbild der Asklepios Klinik Weißenfels im Jahr 2020

Die Asklepios Klinik Weißenfels, früher Clara-Zetkin-Krankenhaus, ist ein Krankenhaus für die Schwerpunktversorgung im Burgenlandkreis im südlichen Bundesland Sachsen-Anhalt und für die Stadt Weißenfels. Seit dem 1. Juli 2011 ist die Klinik Akademisches Lehrkrankenhaus der Martin-Luther-Universität Halle-Wittenberg.

## Gliederung
Die Klinik bietet Versorgungen mit besonderen Schwerpunkten auf Allgemein- und Viszeralchirurgie, Unfallchirurgie und Orthopädie, Hämatologie und internistische Onkologie, Gefäß- und Thoraxchirurgie, Kardiologie, Dermatologie, Gynäkologie und Pneumologie. Es gibt zudem Fachabteilungen für Urologie und Kinder- und Jugendmedizin.

### Abteilungen

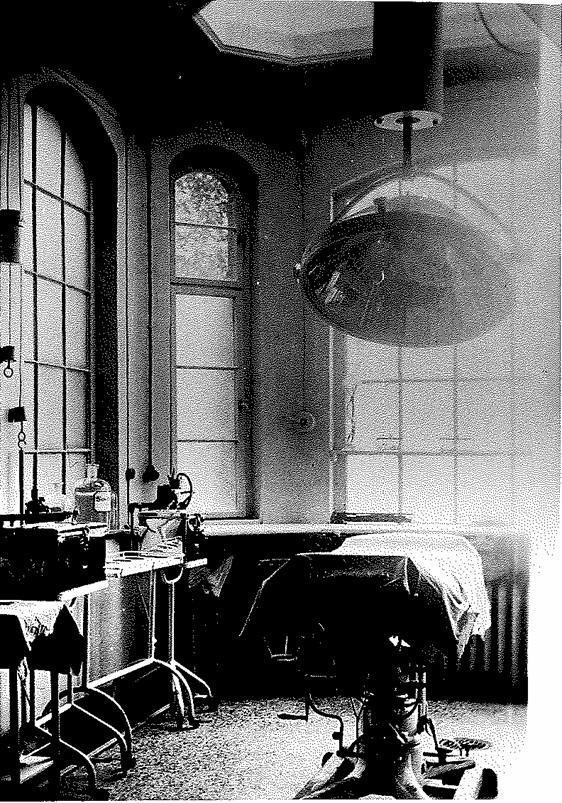
OP-Saal des alten Krankenhauses Weißenfels im Jahr 1903

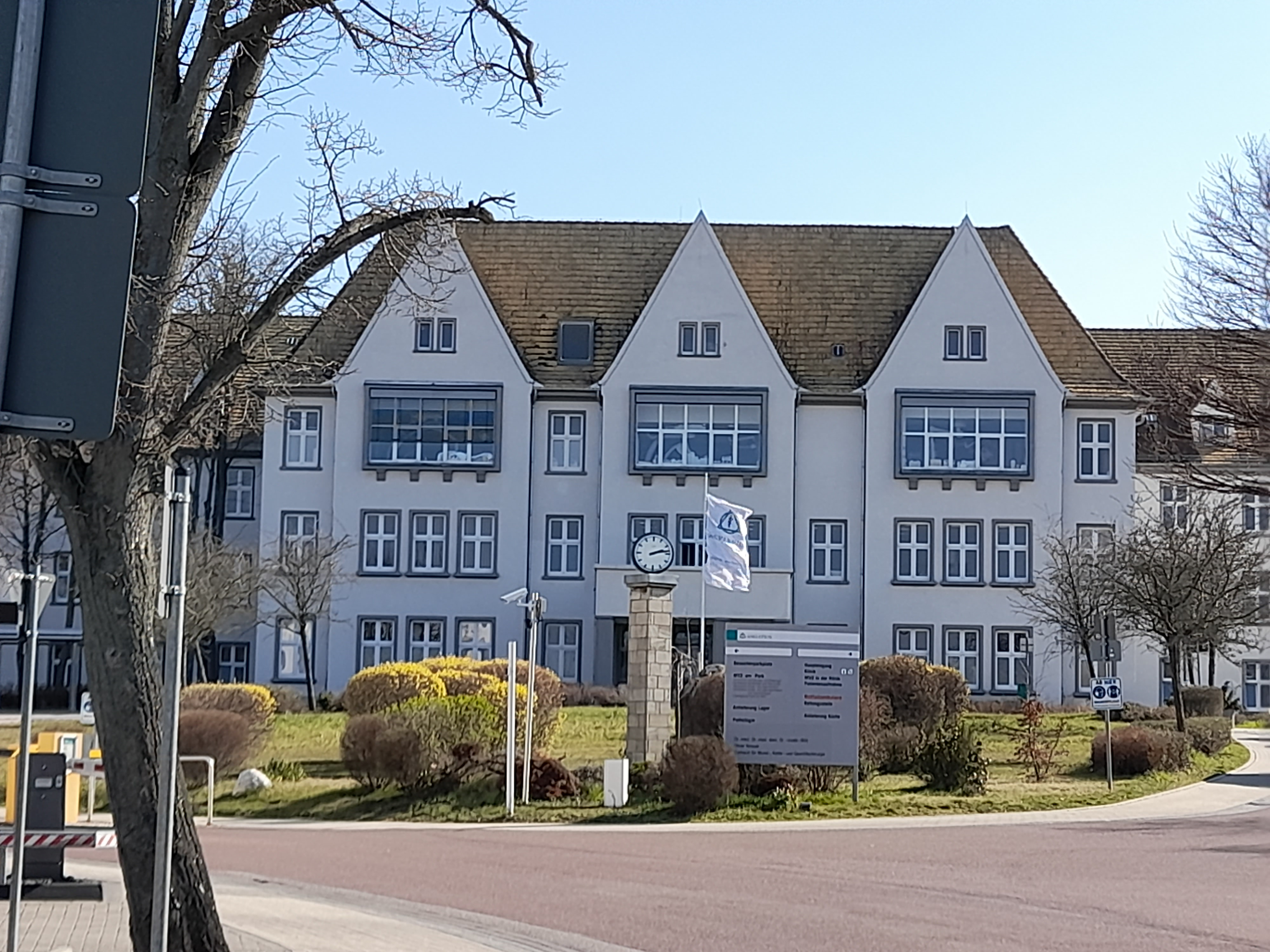
Gebäude des alten Krankenhauskomplexes mit Diabetologischer Abteilung und Bistro

Die Asklepios Klinik Weißenfels verfügt über 18 Abteilungen und Einrichtungen. Hierzu gehören:
- Klinik für Allgemein-, Viszeralchirurgie und Robotische Chirurgie mit Behandlungsmöglichkeiten für Schilddrüse, Gallensteinen sowie diversen Krebsarten. Die Klinik für Allgemeine und Viszeralchirurgie setzt seit 2020 den DaVinci-OP-Roboter bei Eingriffen ein.[4]
- Klinik für Anästhesiologie und Intensivmedizin
- Klinik für Dermatologie, Dermatochirurgie und Allergologie mit Behandlungsangeboten für Nesselsucht, Wundrose sowie diverse Hautkrebsarten
- Klinik für Gastroenterologie und Diabetologie mit Therapieangeboten bei Stoffwechselentgleisungen, Begleit- und Folgeerkrankungen des Diabetes mellitus oder Behandlung des Diabetischen Fußsyndroms, sowie Beratungsangebote für Menschen mit Diabetes
- Klinik für Gefäß- und Thoraxchirurgie
- Klinik für Geriatrie mit Behandlungs- und Beratungsangeboten, Mitglied im Bundesverband Geriatrie[5]
- Klinik für Gynäkologie und Brustzentrum
- Klinik für Hämatologie, internistische Onkologie und Palliativmedizin
- Klinik für Kardiologie, Interkonventionelle Kardiologie und Rhythmologie mit zwei Links-Herz-Katheterlaboren und einer Kooperation mit einer spezialisierten Arztpraxis
- Klinik für Kinder- und Jugendmedizin sowie Kinder- und Jugendpsychosomatik mit Leistungsangebot für Epilepsie und Kinder-Diabetologie. Die Klinik für Kinder- und Jugendmedizin wurde im Jahr 2022 von der Initiative Diabeteskids als eines der deutschlandweit besten Behandlungszentren für Kinder mit Diabetes ausgezeichnet.[6]
- Klinik für Neurologie und Akutneurologie mit einem besonderen Schwerpunkt auf die Behandlung von Patienten mit Schlaganfall
- Klinik für Pneumologie zur Behandlung der Chronisch obstruktiven Lungenerkrankung (COPD), von Lungentumoren, der Lungenentzündung sowie Interstitieller Lungenerkrankung
- Unfallchirurgie und Orthopädie mit Behandlungsangeboten für Knie-, Hüft- und Schultergelenk sowie Wirbelsäule
- Klinik für Urologie mit Endourologie, Robotischer Chirurgie und Medikamentöser Tumortherapie. Die Klinik für Urologie setzt seit 2020 den DaVinci-OP-Roboter bei Eingriffen ein.[4]

In einem angegliederten Therapiezentrum werden Logopädie sowie Physiotherapie und Ergotherapie angeboten. Die Klinik hat darüber hinaus ein zertifiziertes Darmzentrum, ein zertifiziertes Brustzentrum und ein zertifiziertes Traumazentrum. Zudem verfügt das Klinikum über ein Diabetes-Zentrum und ein eigenes Labor. Die Geburtenstation der Weißenfelser Klinik musste im Jahr 2017 geschlossen werden, da die dort tätigen Hebammen die Klinik verlassen hatten.

### Besonderheiten
Seit dem Jahr 2020 stellt das Krankenhaus den Patienten kostenloses WLAN zur Verfügung. Im Speiseangebot der Klinik wird besonderer Ernährungsbedarf berücksichtigt.

### Schwerpunktversorger
Bereits seit 2010 hat die Klinik aufgrund ihres Spezialisierungsgrades den Status der Schwerpunktversorgung.

## Geschichte

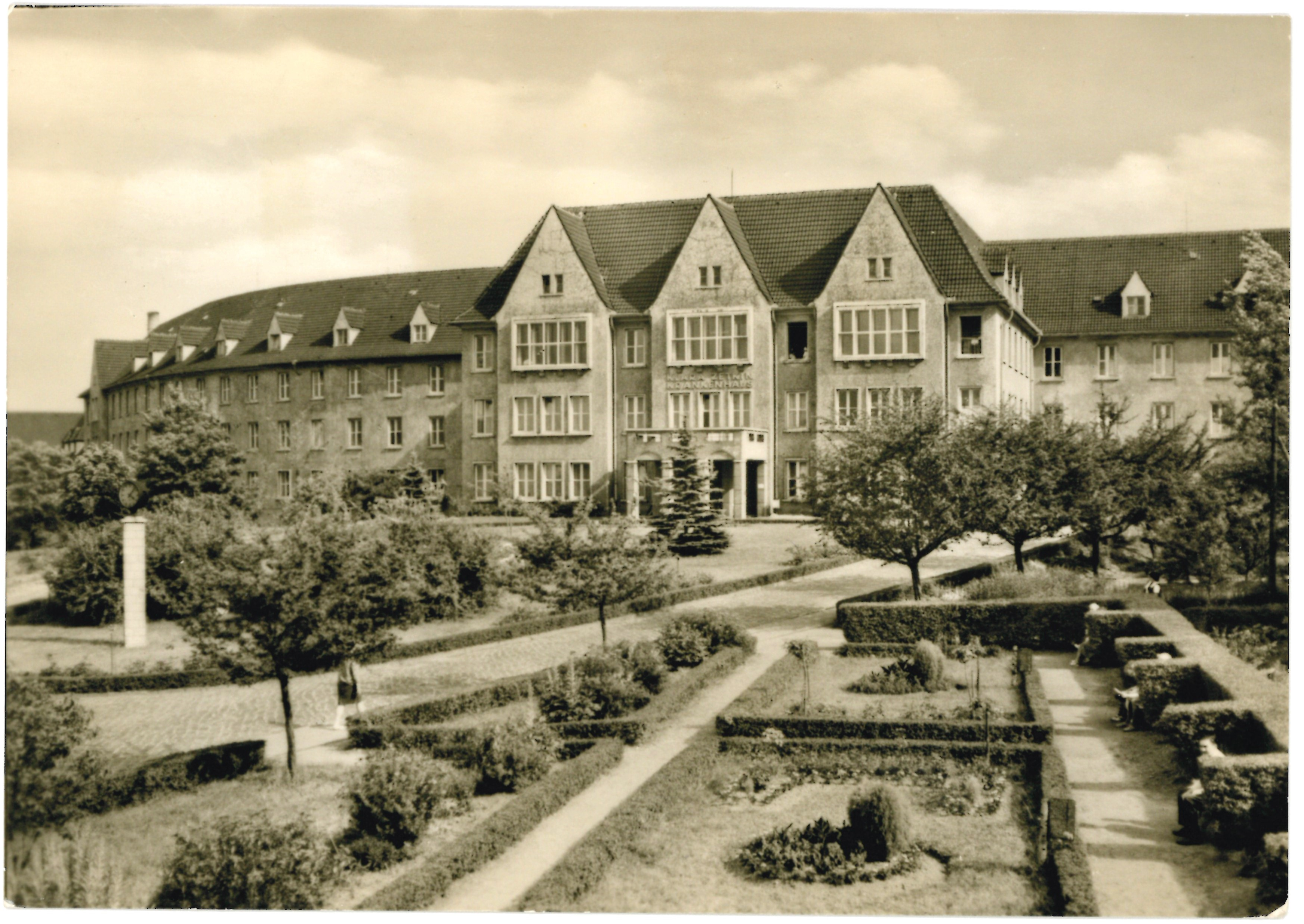
„Clara-Zetkin-Krankenhaus“ Weißenfels im Jahr 1960

Die ersten Anfänge der Krankenhausgeschichte in Weißenfels lassen sich bis vor 1900 zurückverfolgen. Im Jahr 1938 wurde neben dem Alten Krankenhaus in der Naumburger Straße mit der Grundsteinlegung der Erweiterungsbau eines neuen großen Klinikgebäudes in Weißenfels begonnen. Dieses Gebäude wurde 1941 fertiggestellt.
Nach Kriegsende wurde der damalige Neubau mit einem parkähnlichen Ensemble umgeben. Nach Gründung der DDR wurde die Klinik verstaatlicht und in „Clara-Zetkin-Krankenhaus“ umbenannt. Zudem wurde die Klinik ein Ausbildungsbetrieb. Im Jahr 1949 machten hier die ersten 20 Krankenschwestern ihre Abschlüsse. Ab dem Jahr 1983 erfolgte die Ausbildung des Pflegepersonals an der Medizinischen Fachschule Merseburg.
Nach der Wiedervereinigung wurde das Krankenhaus Weißenfels vom Land Sachsen-Anhalt weiterbetrieben. Im Jahr 1993 wurde ein klinikeigenes Bildungszentrum eingerichtet, an der seitdem die dreijährige Ausbildung zum Gesundheits- und Krankenpfleger angeboten wird. Im Jahr 2008 übernahm der private Klinikbetreiber Asklepios das Krankenhaus und führt es seitdem unter der Bezeichnung „Asklepios Klinik Weißenfels“ weiter. Seit 2009 ist auch eine Ausbildung zum Gesundheits- und Krankenpflegehelfer am klinikeigenen Bildungszentrum zu absolvieren.
Im Jahr 2012 wurde eine Herzkatheteranlage an der Klinik für Kardiologie eingerichtet. Das Aufkommen an entsprechenden Untersuchungen stieg von 2015 bis 2018 von 800 auf mehr als 1.400 Fälle an. Mit dem Baue einer weiteren Herzkatheteranlage wurden die Kapazitäten der Klinik im Jahr 2018 erweitert. Die Umbaumaßnahmen hatten ein Budget von mehr als zwei Millionen Euro. Zudem wurde die Bettenanzahl in der Inneren Abteilung, der Diabetologie und der Geriatrie erhöht.
Im Rahmen der Ausrüstung vieler Kliniken der Asklepios-Klinik-Gruppe mit Da-Vinci-Operationssystemen wurde auch der Standort Weißenfels mit so einem solchen sogenannten „OP-Roboter“ ausgestattet. Das Gerät kam bis Februar 2023 bei 500 Operationen zum Einsatz.